# Kamei Koreaki
Kamei Koreaki est un nom japonais traditionnel ; le nom de famille (ou le nom d'école), Kamei, précède donc le prénom (ou le nom d'artiste).
Le comte Kamei Koreaki (亀井 茲明) 22 juillet 1861-18 juillet 1896) est un photographe japonais de renom du début de l'histoire de la photographie au Japon.

## Biographie
Né en 1861, Kamei Koreaki est le troisième fils du noble Tsuji Tetsunaga et porte d’abord le nom de Kamekuro. Il ne prend le nom de Kamei qu’en 1876 quand il est adopté par Kōmi Koremi, un ancien seigneur du domaine de Tsuwano dans la province d'Iwami (préfecture de Shimane), à l’âge de 16 ans.
À l’âge de 17 ans, Kamei part étudier en Angleterre où il suit des cours de langues, d'histoire et de géographie à l'université préparatoire de Londres. Pendant son temps libre, il peint à l'aquarelle et commence à s’intéresser à la photographie.
À l'âge de 23 ans, de retour au Japon, il est affecté au Bureau des affaires étrangères du ministère de la Maison impériale. Puis, en 1884, il est élevé au rang de vicomte et nommé suppléant de chambellan.
À l’âge de 26 ans, il quitte le ministère de la Maison impériale et part étudier en Allemagne où il étudie l'histoire de l'art et l'esthétique. C’est à cette époque qu’il rassemble la collection Kamei qui, à l’origine, devait servir de documents de référence. Cette collection est composée de plus de 16 000 exemples de teintures, de tissages, de papiers peints et de motifs textiles européens du XIXe siècle, qui ont pour la plupart disparus.
En 1894, lors de la guerre sino-japonaise, il a soumis une demande pour servir comme photographe auprès du quartier général, organisant une équipe de photographes pour devenir le premier photographe de guerre du Japon.
Cependant, il perd la vie deux ans plus tard, à 36 ans, à cause des conditions de vie sur le champ de bataille.